# 氰化物中毒
氰化物中毒（英語：Cyanide poisoning）是接觸多種形式的氰化物而中毒。早期症狀為頭痛、頭暈、心率快、呼吸困難和嘔吐等。之後可能會癲癇發作、心跳過緩、低血壓、意識喪失和心臟驟停等。通常患者會在幾分鐘內就出現症狀，如果患者存活下來，可能會留有長期的神經問題。
含氰化物的化合物包括氰化氫氣體和許多氰化物鹽。常見的中毒情境為室內失火而吸入煙霧導致中毒，其他潛在的暴露途徑為工作場合為需要拋光金屬、使用特定殺蟲劑、特定藥物硝普鈉、服用特定植物的種子如蘋果或杏组種子 。液體氰化物可以從皮膚吸收。氰化物離子可以干擾細胞呼吸，導致身體組織不能運用氧。
要診斷為氰化物中毒並不容易，若某人遭遇室內火災後意識減退、出現低血壓或血液中高乳酸，就有氰化物中毒之可能；測量血液中的氰化物濃度也是個方法但需要時間。血液中的氰化物濃度若在0.5–1 mg/L是輕微中毒，1–2 mg/L是中度中毒，2–3 mg/L是重度中毒，超過3 mg/L會致命。
若患者疑似暴露在氰化物之中，需將他從暴露源移開並幫他解毒。治療方式為支持性療法及提供純氧。羥鈷胺（維生素B12a）或可作為解毒劑使用，往往也是第一線的療法，或給患者硫代硫酸钠。
歷史上有些集體自殺曾採用氰化物，纳粹主义的种族灭绝行動亦是。

## 氰化物[8][9]
氰化物是特指帶有氰離子（CN-）或氰基（-CN）的化合物
含氰化合物包括氰化氢和許多氰化物。
從火災現場吸入煙霧後，中毒是相對常見的。
其他潛在的暴露途徑包括金屬拋光的工作場所，殺蟲劑和含有氰甙成份的種子，例如蘋果種子。根據香港的食安中心資料，已知有25種植物的可食用部分含有氰甙。
氰化物的液體形式可通過皮膚被吸收。氰化物離子干擾細胞呼吸，導致身體組織不能使用氧。

## 氰化物中毒的臨床症狀[13]

### 初期症狀（10秒-1分鐘）
包括頭痛，頭暈，心率加快，呼吸急促，嘔吐，噁心等等

#### 後期症狀
可能是癲癇發作，心跳減慢，低血壓，意識模糊。
加上肺水腫，呼吸衰竭等併發症
甚至有可能直接心跳停止
以上症狀通常在幾分鐘內發作。

### 痊愈
即使痊愈後，大部份中毒者的腦部、心臟和神經系統大部分都已受永久性傷害。

## 中毒的判斷及診斷[14]
診斷通常有點困難。有意識模糊，低血壓或高血乳酸等等。有時候會被誤認為是甲狀腺功能亢進症
雖可以測量血液濃度的氰化物，但需要一點時間。
一般來說可以簡單判斷:
1. 中毒者的血液pH值在接觸後兩至三分鐘內急劇下降
2. 嚴重昏迷/缺氧窒息
3. 身體散發類似杏仁味的氣味（由於基因缺失，大約40%的人類不能分辨氰化物的氣味）[15][16]

### 血液濃度如下[17][13]
0.5-1mg / L（500ppb-1000ppb）輕度
1-2mg / L（1ppm-2ppm）中度
2-3mg / L（2ppm-3ppm） 重度
大於3mg / L （3ppm↑）一般導致死亡。

## 緊急處置[13]
1.保持呼吸道的通暢，等待送醫。聯絡當地救護中心，才可以以最快速度取得解毒劑
2.應將此人身上的氰化物盡速移除（施打解毒劑），並給予純氧（100% O2）。 
3.監控生命徵象（如果心跳停止，避免口對口人工呼吸（CPR），以防止施救者也跟著一起中毒）。

### 眼睛接觸處置：
使用大量清水或生理食鹽水沖洗眼睛

### 皮膚接觸處理
1. 移除受污染衣物
2. 以大量清水沖洗接觸部位

## 解毒劑[19]
| 名稱                        | 描述 |
| --------------------------- | --- |
| 亞 硝 酸 鹽 類 3%           | 亞硝酸鹽類常見的有:亞硝酸(異)戊酯（醫學上稱:Amyl nitrite，C5H11ONO），亞硝酸鈉（醫學上稱:Sodium nitrite，NaNO2） 亞硝酸鹽將一些血紅蛋白的鐵從亞鐵狀態氧化成三價鐵狀態，將血紅蛋白轉化成高鐵血紅蛋白。 氰化物積極地與高鐵血紅蛋白結合，形成氰基高鐵血紅蛋白，並從細胞色素中的氧化酶釋放氰化物;但是，使用亞硝酸鹽治療不是沒有代價的; 其中可能會發生:嚴重高鐵血紅蛋白血症，導致高鐵血紅蛋白無法攜帶氧（嚴重時可致器官缺氧受損，致智力受影響等後遺症）。 |
| 硫 代 硫 酸 鹽 類 25%       | 俗稱大蘇打，海波 醫療上稱:Sodium thiosulfate，Na2S2O3 依據動物和人類的實驗以及病例報告 從食物中攝取和香菸燃燒的煙霧中存在的氰化物，會透過線粒體酶（硫代硫酸鹽氰化物硫轉移酶）代謝成無害的硫氰酸鹽 但是，這個代謝過程過於緩慢，所以一般與亞硝酸鹽類搭配使用 |
| 羥鈷胺                      | 維生素B12的一種天然形式，大多由細菌製成，醫學上稱:Hydroxocobalamin， OHCbl or B12a 是一個有用的解毒劑，因為它親和氰根離子。 最後形成無害的氰鈷胺素（同為維生素B的形式） |
| 4- 二 甲(基)氨 基 苯 酚 10% | 醫學上稱:C8H11NO，DMAP，4-Dimethylaminophenol，4-DMAP 4-二甲氨基苯酚是比亞硝酸鹽更快解毒的解毒劑，毒性較低。 4-DMAP目前由德國軍方和平民使用。 實驗報告中指出，對於人類，3mg / kg的4-DMAP的靜脈注射在1分鐘內可以產生35％的高鐵血紅蛋白。 |
| 乙 二 胺 四 乙 酸 二 鈷     | 乙二胺四乙酸在醫學上稱:Ethylenediaminetetraacetic acid，EDTA 乙二胺四乙酸二鈷在醫學上稱:Dicobalt-EDTA，Dicobalt edetate， 鈷離子在化學特性上類似於鐵離子，也可以結合氰化物。 葡萄糖常常與該試劑一起施用。 此試劑與氰化物結合後產生氰化鈷。 該藥物比起形成大量的高鐵血紅蛋白，此藥劑可以給予病患更快的解毒作用 但是目前沒有證明對於高鐵血紅蛋白形成的明顯優勢。 鈷絡合物是相當有毒的 在英國的一些死亡報告中，其中患者被醫生錯誤診斷氰化物中毒的嚴重性，給予二鈷-EDTA。由於它的嚴重副作用，它應該只被使用在對氰化物中毒中最嚴重程度的患者; 否則，亞硝酸鹽/硫代硫酸鹽是優選的。 |
| 葡萄糖                      | 葡萄糖在醫學上稱:C6H12O6，glucose 從動物實驗中的證據證明，葡萄糖的共同給藥保護免於與解毒劑乙二胺四乙酸二鈷相關的鈷毒性。由於這個原因，葡萄糖常常與該試劑一起施用。 葡萄糖本身是氰化物的有效反應物，與氰化物反應形成毒性較低的化合物，可以被身體代謝。 關於Grigory Rasputin對氰化物的表觀免疫性的一個理論是他將氰化物放在甜的糕點和馬德拉葡萄酒中，兩者都富含糖; 研究發現，當氰化物首先與葡萄糖混合時，小白鼠中氰化物毒性降低。然而，如尚未葡萄糖自身不是一個正式承認的解毒劑氰化物中毒。                                                                                     |
| 高壓氧治療法                | 氧療法本身並不是治癒方法。 人類自身本來就可以以肝臟低劑量快速代謝氰化物（香菸燃燒時會產生氰化氫，但是劑量極少，才可以被人類快速代謝）。 |

## 長期接觸
長期暴露於低濃度的氰化物（例如使用不當加工的木薯根作為熱帶非洲的主要食物來源）導致增加的血液氰化物濃度，長期接觸可導致虛弱和多種症狀，包括永久性麻痺、神經損傷、甲狀腺功能減退和流產。其他影響包括輕度肝和腎損傷。

## 原因
急性氰化氫中毒大致來自於燃燒丁腈或聚合物產品（例如聚氨酯或乙烯基）時吸入煙霧而引起。
除了作為農藥和殺蟲劑的用途，氰化物包含在煙草燃燒的煙霧和建築物火災的煙霧中
氰化物也存在於一些食物中，例如，杏仁，蘋果種子，橙子，木薯，桃，櫻桃，沙果，杏，梨，李子，枇杷，和竹筍。
那些種子中均含有氰苷，氰苷本身無毒，而是進入身體後遇到胃酸，造成氰苷水解，變為氫氰酸，造成身體不適等現象。